# Lukträsket
Lukträsket eller Luukinjärvi är en sjö i kommunen Esbo i landskapet Nyland i Finland. Sjön ligger 44,3 meter över havet. Arean är 27 hektar och strandlinjen är 4,26 kilometer lång. Sjön  ingår i Finska vikens kustområde.   Den ligger omkring 21 km nordväst om Helsingfors. 